# Klaus Staudt
Klaus Staudt (* 14. September 1932 in Otterndorf, Niederelbe) ist ein deutscher Maler. Bekannt wurde er mit seriellen geometrischen Reliefs.

## Biografie
Staudt studierte von 1954 bis 1959 Medizin in Marburg an der Lahn und in München. Nach einem Gaststudium 1957 bei Ernst Geitlinger an der Akademie der Bildenden Künste in München begann er dort ab 1959 ein reguläres Studium. 1963 wurde er Mitglied der avantgardistischen internationalen Künstlergruppe Neue Tendenzen. 
Von 1974 bis 1994 war er als Professor an der Hochschule für Gestaltung in Offenbach am Main  tätig. Gleichzeitig zeichnete er für die Konzeption und den Aufbau der Sammlung konkreter Kunst des Landkreises Cuxhaven, heute das Museum gegenstandsfreier Kunst, verantwortlich und arbeitete an deren Präsentation und Erweiterung mit. 2010 wurde er in die Stiftung für Konkrete Kunst und Design Ingolstadt aufgenommen. Klaus Staudt ist Mitglied im Deutschen Künstlerbund. Er lebt und arbeitet in Frankfurt am Main.
Klaus Staudt zählt zu den führenden Exponenten konstruktiv-konkreter Kunst in Deutschland. Insbesondere die Ästhetik von gleichförmigen Rasterstrukturen ist für sein Werk wegweisend. Kompositorisches Grundmodul ist das Quadrat, das er über Jahrzehnte variiert, moduliert und paraphrasiert. Ab den 1980er Jahren verwendet Staudt auch die Vertikale als alternatives Modul, die eine parallele Werkgruppe begründet. Strukturen, Raster und die Farbe Weiß finden zudem Eingang in seine Kompositionen. Darüber hinaus verwendet Staudt breit gefächerte Materialien wie Holz und transluzentes Plexiglas. Mit zurückgenommenen Mitteln schafft der Künstler Licht und Schatten, Raum und Bewegung sowie eine transparente Bildräumlichkeit, die je nach Betrachterstandpunkt variiert. Die Betrachter werden somit zu „Koautoren“, denen eine aktive Rolle im interaktiven Bildbetrachtungsprozess zukommt. 
Gerade in Staudts Frühwerk ist die Beschäftigung mit der Darstellung von sichtbar Immateriellen – beispielsweise der Visualisierung von Licht und Schatten – charakteristisch. Vor allem die Farbe Weiß, aber auch der Einsatz zarter Farben ab den 1980er Jahren spielen eine wesentliche Rolle, um die Wechselwirkung von Farbe, Lichtreflexion und Fläche zu thematisieren.
Ab Mitte der 1960er Jahre verhandelte Staudt Kompositionen in zwei Bildebenen. Durch Über- und Hintereinanderlagerungen der Bildelemente sowie der Schließung des Bildraums mittels einer häufig opaken Plexiglasplatte, generiert Staudt sowohl Unschärfen als auch eine zusätzliche Dynamisierung von Bildräumen. Entschärfungen und Verschleierungen lösen die Systemlogik ab.
Nicht zuletzt entwickelte der Künstler vollplastische Objekte und Architekturen, die er in den 1970er Jahren in Form von raumgreifenden Lichtstelen und Lichtwänden ausführte. Die großformatigen Skulpturen und Installationen dieser Zeit knüpfen an das Spannungsfeld zwischen Systemlogik in Quadratformen, Verschleierungstaktik und dem subjektiven Betrachterblick an. 
In seiner aktuellen Schaffensphase geht Staudt konsequent zu Objekten mit raumgreifenden Komponenten über und lotet den Eindruck scheinbar unfixierten Schwebens aus.

## Ausstellungen
- 2011: Museum für Konkrete Kunst, Ingolstadt. In Bewegung – Klaus Staudt. Arbeiten 1990–2010. Zuvor im Kunstmuseum Gelsenkirchen
- 2010/2011: Winter (Gruppenausstellung), Galerie Schlégl, Zürich
- 2014: Spätlese, Galerie Wenger, Zürich
- 2020: Klaus Staudt – Schichten und Transparenzen, Galerie Geiger, Konstanz
- 2024: Klaus Staudt – Farbe des Lichts, Galerie Geiger, Konstanz

## Werke
- 1990 Licht-Stele, DaimlerChrysler, Stuttgart und Lichtwand, Finanzamt, Offenbach a. M.
- 1991/92 Lichtprisma, Oberpostdirektion, Bremen.
- 1996 orthogonale und diagonale Struktur-Reliefs Schatten-Relief-Wand, Dresdner Bank AG, Offenbach a. M.
- 1998 Blaue Licht-Stelen-Wand, farbige und sandgestrahlte Glaswände, Casino der Allianz, Treptowers, Berlin.
- 1999 zwölfteiliges Wand-Relief im Eingangsbereich des Landesamtes für Umweltschutz, Augsburg.
- 2003 neun farbige Wandobjekte als Rauminstallation, Stadtsparkasse Ludwigshafen.[3]
- 2005 zehn sandgestrahlte Glasfenster Huldigung an das Licht im großen Weihe-Raum der Freireligiösen Gemeinde Offenbach am Main

### Bücher
- Klaus Staudt – Schichten und Transparenzen, Katalog mit einem Essay von Stephan Geiger (Deutsch/Englisch), Galerie Geiger, Konstanz 2020
- künstler der stiftung für konkrete kunst und design ingolstadt 01. Herausgegeben von Tobias Hoffmann, Stiftung für konkrete kunst und design ingolstadt, Wienand, Köln 2012
- Amerikanische Zeichnungen, Katalog mit Texten von Heinz Liesbrock und Klaus Staudt, Josef-Albers-Museum Quadrat Bottrop 2007
- Das Bild als Denkmodell, Klaus Staudt über Klaus Staudt, Buch mit einem Einführungstext von Herbert Dellwing, Kunstverein Speyer 2007
- Klaus Staudt, Monografie von Hans Peter Riese, Wienand Verlag, Köln 2002
- Klaus Staudt, Werkverzeichnis 1960-1984, Saarbrücken 1984, mit Textbeiträgen von J. Enzweiler, H. P. Riese, H. M. Schmidt, V. Vitt, M. Bleyl, S. Rompza, Z.M. Erdmann, W. Pohl
- Klaus Staudt, Retrospektive 1960-1997, Frankfurt am Main 1997, mit Textbeiträgen von H.P. Riese, P. Volkwein, P. Weirmaier

## Auszeichnungen
- 1992 Ehrenpreis der 5. Internationalen Triennale für Zeichnung, Breslau.
- 2003 Artist in residence, im Zuge von The Josef & Anni Albers Foundation, Bethany, Connecticut.
- 2024 Ehrenring der Stadt Otterndorf.